# Чемпионат России по боксу 2024
33-й чемпионат России по боксу 2024 года проходил со 2 по 13 октября в Иркутске во Дворце спорта «Труд».
За медали боролись около 400 сильнейших спортсменов. Призовой фонд турнира составил 26 миллионов рублей: победители получили по 1,5 млн, серебряные медалисты — по 250 тысяч, бронзовые — по 125 тысяч рублей. Генеральный партнёр чемпионата России — букмекерская компания «Лига ставок».

## Расписание[4]
| Дата                                | События. Раунды соревнования                     |
| ----------------------------------- | ------------------------------------------------ |
| Среда, 2 октября 2024               | День приезда, жеребьёвка, официальная тренировка |
| Четверг—Среда, 3—9 октября 2024     | Предварительные бои                              |
| Четверг, 10 октября 2024            | Полуфиналы                                       |
| Пятница—Суббота, 11—12 октября 2024 | Финалы                                           |
| Воскресенье, 13 октября 2024        | День отъезда                                     |

## Медалисты
| Весовая категория | Золото               | Серебро           | Бронза                                 |
| ----------------- | -------------------- | ----------------- | -------------------------------------- |
| до 48 кг          | Володя Мнацаканян    | Павел Васильев    | Виталий Потапов Михаил Прокопьев       |
| до 51 кг          | Баир Батлаев         | Ахтем Закиров     | Амиршох Джалолов Артур Нагапетян       |
| до 54 кг          | Максим Кузнецов      | Денис Пальшин     | Курбан Байранбеков Тимур Халилов       |
| до 57 кг          | Эдуард Саввин        | Андрей Пегливанян | Виталий Бойцов Сергей Ярулин           |
| до 60 кг          | Константин Опольский | Никита Косман     | Аршак Товмасян Тенгиз Котоян           |
| до 63,5 кг        | Илья Попов           | Сандан Санданов   | Иван Григорьев Магомед Шамсаев         |
| до 67 кг          | Евгений Кооль        | Егор Козорезов    | Орхан Каримов Александр Зырянов        |
| до 71 кг          | Игорь Свиридченков   | Сергей Колденков  | Одинмухаммад Одинаев Алексей Скомороха |
| до 75 кг          | Егор Шапочанский     | Исмаил Муцольгов  | Давид Айвазян Амин Кушхов              |
| до 80 кг          | Ильяс Магомедов      | Никита Воронов    | Никита Зонь Василий Каверин            |
| до 86 кг          | Дмитрий Карманов     | Тимур Гамзатов    | Анзор Сулейманов Рамиль Кишиев         |
| до 92 кг          | Егор Плоцын          | Рамазан Дадаев    | Владимир Ермаков Теймураз Суров        |
| свыше 92 кг       | Давид Суров          | Святослав Тетерин | Орудж Мамедов Ярослав Дороничев        |